# Municipio de Bohemia (Míchigan)
El municipio de Bohemia (en inglés, Bohemia Township) es un municipio situado en el condado de Ontonagon, Míchigan, Estados Unidos. Tiene una población estimada, a mediados de 2022, de 72 habitantes.

## Geografía
Está ubicado en las coordenadas 46°50′06″N 88°56′38″O / 46.83500, -88.94389 (46.834969, -88.943943). Según la Oficina del Censo, tiene una superficie total de 238.4 km², de los cuales 237.4 km² corresponden a tierra firme y 1.0 km² están cubiertos de agua.

## Demografía
Según el censo de 2020, en ese momento había 75 personas residiendo en la zona. La densidad de población era de 0.32 hab./km². El 86.67 % de los habitantes eran blancos, el 5.33 % eran amerindios y el 8.00 % eran de una mezcla de razas. No había hispanos o latinos viviendo en la localidad.